# Slovenia Positiva
Slovenia Positiva (in sloveno Pozitivna Slovenija, abbreviato in PS) è un partito politico sloveno di orientamento liberal-democratico fondato nel 2011 su iniziativa di Zoran Janković con il nome di Lista Zoran Janković - Slovenia Positiva (Lista Zorana Jankovića - Pozitivna Slovenija, LZJ).

## Storia
Il partito nasce l'11 ottobre 2011, quando il sindaco di Lubiana Zoran Janković annuncia la sua partecipazione alla elezioni anticipate indette dopo la caduta del governo del socialdemocratico Borut Pahor. Il 22 ottobre viene approvato lo statuto del partito e Janković  viene eletto presidente all'unanimità.
Tra i sostenitori del partito ci sono anche tre deputati: Matjaž Zanoškar, Cveta Zalokar Oražem e Renata Brunskole. Anche Milan Kučan, primo presidente della Slovenia, esprime il suo sostegno al partito, citando il lavoro di Janković come presidente della catena di vendita al dettaglio Mercator e come sindaco di Lubiana.
Il partito si presenta per la prima volta alle elezioni parlamentari del 2011, in occasione delle quali si piazza a sorpresa al primo posto con il 28,5% dei voti e 28 seggi, scavalcando il Partito Democratico Sloveno di Janez Janša, favorito dai sondaggi. A seguito dell'esito elettorale, Janković è stato proposto dal Presidente Danilo Türk come Primo ministro, ma non è riuscito a ottenere l'appoggio di un numero sufficiente di parlamentari.
Nel gennaio 2012 il partito assume l'attuale denominazione.
Nel gennaio 2013 Janković viene temporaneamente sospeso da tutte le funzioni del partito a causa delle accuse di corruzione mossegli dalla Commissione per la Prevenzione della Corruzione. Alenka Bratušek diventa presidente ad interim e successivamente Primo Ministro.
Nell'aprile 2014 Janković torna alla guida del partito vincendo il congresso con 422 voti su 763; il risultato porta però alla scissione del gruppo parlamentare, con la fuoriuscita dei membri che fanno capo ad Alenka Bratušek, nonché alle dimissioni della Bratušek da Primo Ministro e all'indizione di elezioni anticipate.

## Risultati elettorali
| Elezione          | Voti    | %     | Seggi   |
| ----------------- | ------- | ----- | ------- |
| Parlamentari 2011 | 314.273 | 28,51 | 28 / 90 |
| Europee 2014      | 26.649  | 6,63  | 0 / 8   |
| Parlamentari 2014 | 25.975  | 2,97  | 0 / 90  |